# Saint-Symphorien-de-Marmagne
Saint-Symphorien-de-Marmagne to miejscowość i gmina we Francji, w regionie Burgundia-Franche-Comté, w departamencie Saona i Loara.
Według danych na rok 1990 gminę zamieszkiwały 774 osoby, a gęstość zaludnienia wynosiła 21 osób/km² (wśród 2044 gmin Burgundii Saint-Symphorien-de-Marmagne plasuje się na 305. miejscu pod względem liczby ludności, natomiast pod względem powierzchni na miejscu 97.).